# Wierzchucice (województwo kujawsko-pomorskie)
Wierzchucice – (niem. Freidorf) wieś w Polsce położona w województwie kujawsko-pomorskim, w powiecie bydgoskim, w gminie Sicienko. Do 1925 roku nazwa miejscowości brzmiała Wierzchucin Szlachecki.

## Podział administracyjny
W latach 1975–1998 miejscowość należała województwa bydgoskiego.

## Demografia
Według Narodowego Spisu Powszechnego (III 2011 r.) miejscowość liczyła 128 mieszkańców. Jest osiemnastą co do wielkości miejscowością gminy Sicienko.

## Dawne cmentarze
Na terenie wsi zlokalizowany jest nieczynny cmentarz ewangelicki.